# 中國駐以色列大使館
中华人民共和国驻以色列国大使馆（希伯來語：שגרירות הרפובליקה העממית של סין במדינת ישראל），简称中国驻以色列大使馆（希伯來語：שגרירות סין בישראל），是中华人民共和国在以色列国的最高外交代表机构。

## 历史
中国驻以色列大使馆前身是中国国际旅行社总社驻特拉维夫办事处。1989年9月15日，中国设立“中国国际旅行社总社驻特拉维夫办事处”。1990年2月1日，办事处正式开业。1992年1月24日，两国正式建交。2月9日，办事处主任唐振琪主持中国驻以色列大使馆开馆仪式。

## 机构设置
中国驻以色列大使馆设置下列机构：
- 政治处
- 经济商务处
- 科技处
- 文化教育处
- 武官处
- 领事侨务处
- 办公室